# ギデオン・エメリー
ギデオン・エメリー（Gideon Emery、1972年9月12日 - ）は、イングランド出身の俳優、声優。
4歳のときに南アフリカのヨハネスブルグに移住し、そこでは映画やテレビのモノマネをして演技の楽しさを知る。テレビではマイケル・ジャクソンやテレビドラマ『探偵ハート&ハート』が好きだった模様。
高校時代はイギリスに戻り、2003年後半にロサンゼルスに移住して現在に至る。映画やテレビドラマを中心に活躍しているが、ビデオゲームでも数多くの役をこなす。ゲームの中でもイギリス人役が多い。

## 出演作品

### 映画
- レッド・ウォーター/サメ地獄 Red Water（2003年）
- アルマズ・プロジェクト Almaz Black Box（2007年）
- テラー トレイン Train（2008年）
- Beverly Hills Cop (2013) ※テレビ映画

### テレビシリーズ
- 24 -TWENTY FOUR- 24
- ジェネラル・ホスピタル General Hospital
- CSI:ニューヨーク CSI: NY
- バーン・ノーティス 元スパイの逆襲 Burn Notice

- Grimm(シーズン4エピソード13 Trial by fire)

- Marvel デアデビル アナトリー
- グッド・ビヘイビア Good Behavior

### ゲーム
- アサシン クリード2 - ミンストレル、モンク等
- VANQUISH（サム）
- バトルフィールド3 - ブラックバーン軍曹のキャラクターモデルと声優
- BLADESTORM 百年戦争 - イギリス軍兵士、フランスのレジスタンス
- ブレイジング・エンジェル - イギリス軍兵士
- ブレイジング・エンジェル2 - イギリス軍将軍、イギリス空軍パイロット
- ブラザー イン アームズ ヘルズハイウェイ - ドーソン
- コール オブ デューティ4 モダン・ウォーフェア - マック、SAS隊員その4
- 悪魔城ドラキュラ ジャッジメント - トレヴァー・ベルモント
- Dragon Age II - フェンリス
- カンパニー・オブ・ヒーローズシリーズ
- エバークエスト2 - その他大勢
- ファイナルファンタジータクティクス 獅子戦争 - バルフレア
- ファイナルファンタジーXII - バルフレア
- ゴーストリコン2 - ドイツ軍兵士
- ゴールデン・アイ ローグ・エージェント - ナンバー1
- Halo Wars - スパルタン兵、自爆グラント
- INFAMOUS〜悪名高き男〜
- ケイン アンド リンチ2
- キングダムアンダーファイヤ サークルオブドゥーム - デュエイン
- Mass Effect - チェリク
- パイレーツ・オブ・カリビアン オンライン
- レッドファクション:ゲリラ
- RESISTANCE2 - イギリス軍コマンドー
- スター・ウォーズ バトルフロント レネゲード・スコードロン - 帝國軍司令官
- スター・ウォーズ エンパイア・アット・ウォー - その他大勢
- ターミネーター・サルベーション - ジョン・コナー
- エンド ウォー - ロシア軍兵士
- 鉄拳シリーズ（スティーブ・フォックス）
- テュロック
- バイオハザード オペレーション・ラクーンシティ（カルロス・オリヴェイラ）
- 無双OROCHI - 遠呂智
- 無双OROCHI 魔王再臨 - 遠呂智
- コール オブ デューティ アドバンスド・ウォーフェア - ギデオン
- メタルギアソリッドV ファントムペイン